# Naasioi
Naasioi (též Nasioi, Kieta, Kieta Talk nebo Aunge) je papuánský jazyk. Používá se na ostrově Bougainville (autonomní území Bougainville) v Papui Nové Guineji. 
Podle Ethnologue má 20 000 mluvčích. 

## Fonologie
Naasioi obsahuje tyto samohlásky:
|                     | Přední samohláky | Zadní samohlásky |
| ------------------- | ---------------- | ---------------- |
| zavřené samohlásky  | i iː             | u uː             |
| střední samohlásky  | e eː             | o oː             |
| otevřené samohlásky | a aː             | a aː             |

A tyto souhlásky:
|                    |                   | Bilabiální souhlásky | Koronální souhlásky | Velární souhlásky | Glotální souhlásky |
| ------------------ | ----------------- | -------------------- | ------------------- | ----------------- | ------------------ |
| Plozivní souhlásky | neznělé           | p                    | t                   | k                 | ʔ                  |
| Plozivní souhlásky | znělé             | b                    | d                   |                   |                    |
| nazální souhlásky  | nazální souhlásky | m                    | n                   | (ŋ)               |                    |

(Nazální souhlásky mohou být slabikotvorné)